# Староустинский сельсовет
Старо́устинский сельсове́т —  муниципальное образование — сельское поселение в Воскресенском районе Нижегородской области
Административный центр — село Староустье .

## Население
| 2002  | 2010  | 2012  | 2013  | 2014  | 2015  | 2016  |
| ----- | ----- | ----- | ----- | ----- | ----- | ----- |
| 1500  | ↘1180 | ↘1135 | ↘1092 | ↘1078 | ↘1052 | ↘1016 |
| 2017  | 2018  | 2019  | 2020  | 2021  |       |       |
| ↗1017 | ↘998  | ↘978  | ↘960  | ↘779  |       |       |

## Состав сельского поселения
| № | Населённый пункт | Тип населённого пункта       | Население |
| - | ---------------- | ---------------------------- | --------- |
| 1 | Безводное        | деревня                      | ↘27       |
| 2 | Драничное        | деревня                      | ↘130      |
| 3 | Елизаветино      | деревня                      | ↘3        |
| 4 | Игнатьево        | деревня                      | ↘100      |
| 5 | Краснояр         | деревня                      | ↘32       |
| 6 | Песочное         | деревня                      | ↘94       |
| 7 | Раскаты          | деревня                      | ↘302      |
| 8 | Староустье       | село, административный центр | ↘447      |
| 9 | Троицкое         | деревня                      | ↘45       |